# Silvia Acosta
Silvia Acosta (Sevilla, 11 de marzo de 1986) es una actriz, bailarina y modelo española, conocida por interpretar el papel de Patricia Godoy en la telenovela Dos vidas.

## Biografía
Silvia Acosta nació el 11 de marzo de 1986 en Sevilla, en la comunidad de Andalucía (España), y además de la actuación también se dedica al teatro.

## Carrera
Silvia Acosta comenzó su carrera artística como actriz y bailarina y se licenció en interpretación en la ESAD de su ciudad natal. En 2010 inició su carrera audiovisual en la serie andaluza Arrayán, en la que desempeñó el papel de Marga. En 2012 actuó en los cortometrajes La Función por Hacer dirigido por Chus Gutiérrez y en Vecinas dirigido por Eli Navarro. En 2015 protagonizó el cortometraje HoboCop dirigido por Maria Bissell. Al año siguiente, en 2016, protagonizó la serie Centro médico. En el 2017 interpretó el papel de Azafata en la serie Cuéntame cómo pasó. En el mismo año protagonizó el cortometraje Un Equipo dirigido por Manuel Ollero.
En 2018 interpretó el papel de Adriana en la serie Entre olivos. Al año siguiente, en 2019, desempeñó el papel de Abril en la película Una vez más dirigida por Guillermo Rojas. En 2020 protagonizó la serie Caronte. Al año siguiente, en 2021, se unió al elenco de la serie web de Netflix Élite. En 2021 y 2022 fue elegida para interpretar el papel de Patricia Godoy en la telenovela emitida en La 1 Dos vidas y donde protagonizó junto a actores como Amparo Piñero, Laura Ledesma, Sebastián Haro y Cristina de Inza. En los mismos años participó en el programa de televisión emitido en La 2 Días de cine. En 2022 interpretó el papel de Miriam en el cortometraje Rubio o moreno dirigido por David Huergo.
En 2023 desempeñó el papel de Madre en el cortometraje Lava dirigido por Carmen Jiménez y protagonizó la película Mamacruz dirigida por Patricia Ortega. Ese mismo año interpretó el papel de Ingrid en la película Fueron los dias dirigida por Bernabé Bulnes.

## Filmografía

### Cine
| Año  | Título          | Personaje | Director        |
| ---- | --------------- | --------- | --------------- |
| 2019 | Una vez más     | Abril     | Guillermo Rojas |
| 2023 | Mamacruz        |           | Patricia Ortega |
| 2023 | Fueron los dias | Ingrid    | Bernabé Bulnes  |

### Televisión
| Año       | Título             | Personaje      | Cadeña               | Notas         |
| --------- | ------------------ | -------------- | -------------------- | ------------- |
| 2010      | Arrayán            | Marga          | Canal Sur 1          | 1 episodio    |
| 2016      | Centro médico      |                | La 1                 | 1 episodio    |
| 2017      | Cuentame cómo pasó | Azafata        | La 1                 | 1 episodio    |
| 2018      | Entre olivos       | Adriana        | Canal Sur Televisión | 9 episodios   |
| 2020      | Caronte            | Reportera      | Cuatro               | 1 episodio    |
| 2021-2022 | Dos vidas          | Patricia Godoy | La 1                 | 255 episodios |

### Web TV
| Año  | Título  | Personajes  | Plataforma   | Notas      |
| ---- | ------- | ----------- | ------------ | ---------- |
| 2020 | Caronte | Reportera   | Amazon Prime | 1 episodio |
| 2021 | Élite   | ICU Doctora | Netflix      | 1 episodio |

### Cortometrajes
| Año  | Título               | Personaje          | Director       |
| ---- | -------------------- | ------------------ | -------------- |
| 2012 | La Función por Hacer |                    | Chus Gutiérrez |
| 2012 | Vecinas              | Eli Navarro        |                |
| 2015 | HoboCop              | Woman Giving Money | María Bissell  |
| 2017 | Un Equipo            |                    | Manuel Ollero  |
| 2022 | Rubio o moreno       | Miriam             | David Huergo   |
| 2023 | Lava                 | Madre              | Carmen Jiménez |

## Teatro
| Año                  | Título                                         | Autores                        | Director                       | Teatro         |
| -------------------- | ---------------------------------------------- | ------------------------------ | ------------------------------ | -------------- |
| 2009                 | La Víspera del Degüello                        |                                | Fede Cassini                   |                |
| 2009                 | El público                                     | Federico García Lorca          | Pablo Márquez                  |                |
| 2010                 | Fuenteovejuna                                  | Lope de Vega                   | Roberto Quintana               |                |
| 2010                 | Ayer, sin ir más lejos                         |                                |                                | Logeion Teatro |
| 2010                 | Perversión Sexual en Sevilla                   | Alfonso Zurro                  | Teatro de Hote                 |                |
| 2011                 | El Amante                                      | Emilio Rivas                   |                                |                |
| 2011                 | Las Troyanas                                   | Concha Távora                  |                                |                |
| 2012                 | Sexo Seguro                                    |                                | Teatro Logeion                 |                |
| 2012                 | Haunted House                                  | Anna Kuntzelman                |                                |                |
| 2013                 | Monstruos en el Closet                         | Rennier Piñero                 |                                |                |
| 2013                 | Maletas (La Maleta de Irati)                   | Rafa Ibáñez                    |                                |                |
| 2013                 | Acid                                           | Darío Sigco                    |                                |                |
| 2015                 | Trabajos de Amor Perdidos                      | Miguel Cubero                  | Teatro SilkaBela               |                |
| 2016                 | Éxodo. Ivana                                   | Roberto Cerdá                  |                                |                |
| 2016                 | Los Tiempos No Están Cambiando                 | Silvia Acosta y Jose Fernández |                                |                |
| 2016                 | Dos Nuevo Entremeses Nunca Antes Representados | Ernesto Arias                  | Teatro de la Abadía de Madrid  |                |
| 2017                 | After Play                                     | Roberto Quintana               | Cía PerroNegro                 |                |
| 2017                 | Cuatro Corazones con Freno e Marcha Atrás      | Gabriel Olivares               |                                |                |
| 2018                 | Comedia Aquilana                               | Ana Zamora                     | Teatro de la Comedia de Madrid |                |
| 2018                 | Misterio del Cristo del Cristo de los Gascones | Ana Zamora                     |                                |                |
| 2018                 | Victoria Station                               | Harold Pinter                  | Cía Perronegro                 |                |
| 2019                 | Tiempo de Silencio                             | Rafael Sánchez                 | Teatro de la Abadía de Madrid  |                |
|                      | La Tragedia Española                           | Thomas Kid                     | Gabriel Olivares               |                |
| Gross Indecency      | Moises Kaufman                                 | Teatro Fernán Gómez de Madrid  | Gabriel Olivares               |                |
| Antropoceno          | Thaddeus Phillips                              |                                | Teatro de la Abadía de Madrid  |                |
| Lo fingido verdadero | Lope de Vega                                   | lluis Omar                     | Teatro de la Comedia de Madrid |                |

## Programas de televisión
| Año       | Título       | Cadeña |
| --------- | ------------ | ------ |
| 2020-2021 | Días de cine | La 2   |

## Premios y reconocimientos
| Año  | Premio                                         | Categoría               | Trabajo     | Resultado |
| ---- | ---------------------------------------------- | ----------------------- | ----------- | --------- |
| 2020 | ASECAN                                         | Mejor actriz revelación | Una vez más | Ganadora  |
| 2020 | Cine no visto - Festival de Cine independiente | Mejor actriz            | Una vez más | Ganadora  |